# Uden hæmninger
Uden hæmninger (originaltitel: Rake) er en australsk tv-serie, produceret af  Essential Media and Entertainment, der blev udsendt første gang af Australian Broadcasting Corporations ABC1 i 2010. Serien har Richard Roxburgh i hovedrollen som libertineren Cleaver Greene, en fremragende men selvdestruktiv forsvars-advokat fra Sydney. Den anden sæson blev vist første gang i 2012. Australian Broadcasting Corporation har også bestilt en tredje sæson.